# Sven
Sven je staroseverské mužské jméno s významem 'mladý muž, mladík'.

## Významní nositelé
- Sven Davidson – tenista
- Sven Hedin – švédský zeměpisec a cestovatel
- Sven Andrighetto – švýcarský hokejista
- Sven Väth – německý DJ
- Sven Bender – německý fotbalista
- Sven Ulreich – německý fotbalista